# Pararistolochia australopithecurus
Pararistolochia australopithecurus är en piprankeväxtart som beskrevs av Michael J. Parsons. Pararistolochia australopithecurus ingår i släktet Pararistolochia och familjen piprankeväxter. Inga underarter finns listade i Catalogue of Life.